# Bernhard Köhler (Politiker)
 Bernhard Köhler  (* 30. Dezember 1882 in Greiz (Vogtland); † 25. April 1939) war ein deutscher nationalsozialistischer Politiker, der die Kommission für Wirtschaftspolitik der NSDAP leitete.
Bernhard Köhler ist nicht zu verwechseln mit fast gleichnamigen Mitgliedern der Berliner Industriellenfamilie Koehler.

## Herkunft, Ausbildung, Privatleben
Nach dem Besuch des Humanistischen Gymnasiums studierte Köhler Naturwissenschaften und Psychologie, später auch Volkswirtschaftslehre. Von 1914 bis 1918 nahm er als MG-Schütze, Zugführer und Kompanieführer an der Westfront am Ersten Weltkrieg teil.

## Funktionen in der NSDAP und im NS-Staat
Durch seine frühe Parteimitgliedschaft seit 1920 gehörte Bernhard Köhler zu den Alten Kämpfern der NSDAP; zugleich war er ein enger Mitarbeiter Gottfried Feders. Köhlers Kompetenzfelder lagen im Bereich der Wirtschaftspolitik. Im Herbst 1920 war er vorübergehend Geschäftsführer des Völkischen Beobachters. Schon 1920 trat er als Redner auf Versammlungen der neu gegründeten NSDAP auf. Nach einer Zeit der Inaktivität nahm er 1930 die politische Arbeit für den Nationalsozialismus wieder auf und trat zum 1. Februar 1931 der NSDAP wieder bei (Mitgliedsnummer 424.885). Unter anderem war er in der Reichsleitung der Nationalsozialistischen Betriebszellenorganisation (NSBO) für Fragen der Arbeitslosigkeit zuständig. Seit 1932 war er in der Wirtschaftspolitischen Abteilung in der Reichsleitung der NSDAP tätig, seit Ende 1932 als Stabsleiter. Von 1933 bis zu seinem Tod war er Leiter der Kommission für Wirtschaftspolitik der NSDAP in München. Diese Kommission war zugleich ein Treffpunkt der Gauwirtschaftsberater.
In seinen Publikationen, die zwischen 1933 und 1941 veröffentlicht wurden, erwies er sich als radikaler Nationalsozialist, der Hitler und der nationalsozialistischen Bewegung besonders ergeben war. Es waren regelmäßig populistische Reden mit hetzerischen Inhalten. 1933 nahm er an den Planungen zur Begründung einer „ständischen Wirtschaftsgestaltung“ teil, die letztlich ergebnislos blieben. 1936 fasste er seine wirtschaftstheoretischen Überzeugungen dahingehend zusammen, die „volkszerstörende Wirtschaft“ der Vergangenheit sei weder Liberalismus noch Marxismus gewesen, „kein Ismus links oder Ismus rechts, sondern kurz und bündig: Der Jude“. 1941 erschien posthum eine Publikation mit einer Auswahl von Köhlers Reden und Aufsätzen, eingeleitet durch Reichshauptamtsleiter Hermann Reischle.

## Werke (1933–1941, in Auswahl)
- Kampf und Sieg! Eine Auswahl aus Aufsätzen, Reden u. Aussprüchen zu d. Aufgaben d. Gegenwart u. Zukunft. Mit e. Einführung in d. Werk Bernhard Köhlers u. e. Vorwort v. Reichshauptamtsleiter Dr. Hermann Reischle. München : Eher, 1941.
- Rassenkampf der Wirtschaft. Rede auf dem Reichsparteitag Großdeutschlands in Nürnberg am 10. September 1938, 2. Aufl., München : Eher, 1939.
- Das Recht auf Arbeit als Wirtschaftsprinzip. Berlin : Junker & Dünnhaupt, 1937.
- Geleitwort zu Grundsätze nationalsozialistischer Wirtschaftspolitik / von Alf Noll. Berlin : Spaeth & Linde, 1937.
- Des Führers Wirtschaftspolitik. Rede gehalten am 8. September 1934 in der Sondertagung der Kommission für Wirtschaftspolitik auf dem Reichsparteitag zu Nürnberg. München, Zentralverlag der NSDAP, 1935.
- Das Dritte Reich und der Kapitalismus. Vortrag, gehalten i. A. d. Nationalsozialistischen Arbeitsgemeinschaft für ständische Wirtschaftsgestaltung am 28. Juli 1933 in Frankfurt a. M. Verl. NS-Arbeitsgemeinschaft für ständische Wirtschaftsgestaltung, 1933.